# Gauley Bridge
Gauley Bridge ist eine Town im Fayette County im US-Bundesstaat West Virginia. Die Siedlung wurde auch Kincaids Ferry genannt.

## Lage
Die Stadt liegt am Kanawha River, der hier durch den Zusammenfluss des New Rivers und des Gauley Rivers entsteht.